# Agregación LTE-WLAN
La agregación LTE-WLAN (LWA por sus siglas en inglés) es una tecnología definida por el 3GPP. En LWA, la red puede configurar un teléfono móvil que admita LTE y Wi-Fi para utilizar ambos enlaces simultáneamente. Proporciona un método alternativo para usar LTE en espectro sin licencia, que a diferencia de LAA/LTE-U se puede implementar sin cambios de hardware en los equipos de infraestructura de red y dispositivos móviles, al tiempo que proporciona un rendimiento similar al de LAA. A diferencia de otros métodos de uso simultáneo de LTE y WLAN (por ejemplo, TCP multiruta), LWA permite usar ambos enlaces para un único flujo de tráfico y, en general, es más eficiente debido a la coordinación en capas inferiores de la pila de protocolos.
Para un usuario, LWA ofrece un uso fluido de las redes LTE y Wi-Fi y un rendimiento sustancialmente mayor. Para un operador celular, LWA simplifica la implementación de Wi-Fi, mejora la utilización del sistema y reduce los costos de operación y administración de la red. LWA se puede implementar de manera coubicada, donde el eNB y el AP o AC Wi-Fi están integrados en el mismo dispositivo físico o de manera no coubicada, donde el eNB y el AP o AC Wi-Fi están conectados al tráfico de Internet. y la información transmitida con información y protección de datos por el remitente no acepta la responsabilidad del destinatario de garantizar que haya recibido este mensaje de acuerdo con la exención de responsabilidad y la ley de privacidad para notificar al remitente a través de una interfaz estandarizada denominada Xw. La última opción de implementación es particularmente adecuada para el caso en que Wi-Fi necesita cubrir grandes áreas y/o los servicios Wi-Fi son proporcionados por un tercero (por ejemplo, un campus universitario), en lugar de un operador celular.
LWA ha sido estandarizado por 3GPP en la versión 13. La versión 14 Enhanced LWA (eLWA) agrega soporte para 60 Banda GHz (802.11ad y 802.11ay también conocida como WiGig) con 2.16 Ancho de banda de GHz, agregación de enlaces ascendentes, mejoras de movilidad y otras mejoras.

## Trasfondo
Las redes celulares se han diseñado para espectro con licencia. Sin embargo, a medida que los patrones de uso cambiaron de centrados en voz a datos y el uso de datos aumentó, los operadores comenzaron a buscar oportunidades de espectro sin licencia. El uso de WLAN no sólo permite a los operadores aumentar la velocidad máxima de datos y la capacidad del sistema, sino también ofrecer servicios para dispositivos no celulares, como computadoras portátiles.
Para satisfacer la demanda de los operadores, 3GPP ha definido varios métodos para integrar el acceso WLAN en las implementaciones de red de los operadores.
Según cómo se integra el acceso WLAN en la red del operador, existen dos categorías: 1) Integración de la red central, en la que el acceso WLAN se conecta a la red central del operador mediante interfaces S2a o S2b) disponibles en redes 3GPP desde la versión 8 y 2) Integración basada en RAN en la que el acceso WLAN está conectado directamente a nodos de acceso RAN (por ejemplo, LWA o LWIP) disponibles desde la versión 13. Todos los métodos de integración anteriores suponen un cierto nivel de continuidad del servicio, así como que los dispositivos terminales estén siempre bajo una cobertura celular de espectro licenciada. Cuando no se asume la continuidad del servicio, se dice que el acceso WLAN está integrado a través de lo que se denomina descarga WLAN no integrada (NSWO).
Un dispositivo terminal puede acceder al acceso celular, WLAN o ambos. Este procedimiento puede ser iniciado por la red o por el terminal. Cuando se inicia en la red, puede basarse en la señalización de la red central (por ejemplo, NAS en el caso de movilidad de flujo IP basada en la red) o en reglas basadas en RAN. Los procedimientos iniciados basados en terminales se basan en las políticas del operador proporcionadas a los terminales (por ejemplo, a través de ANDSF), políticas/preferencias basadas en el usuario, etc. Estas políticas pueden tener en cuenta varias condiciones (por ejemplo, tiempo, ubicación, carga de red, carga de acceso, condiciones de radio, etc.) para determinar tanto la selección de acceso como el cambio de tráfico de un acceso a otro.
En agregación LTE-WLAN (por ejemplo, LWA o LWIP), el acceso a WLAN se conecta directamente a los nodos de acceso RAN y la selección de acceso y la dirección/división del tráfico se realiza completamente bajo el control del nodo de la red de acceso por radio (por ejemplo, eNB).

## LWA en profundidad
Desde la perspectiva de la red, existen dos opciones que brindan flexibilidad al implementar LWA: ubicado y no ubicado. En el primero, el punto de acceso WLAN (AP) o controlador de acceso (AC) está físicamente integrado con el eNB LTE, mientras que en el segundo la red WLAN (es decir, AP y/o AC) está conectada al eNB LTE a través de una red externa. interfaz (Xw).
El diseño de LWA sigue principalmente la arquitectura de Conectividad Dual (DC) LTE tal como se define en 3GPP Versión 12, que permite que un UE se conecte a múltiples estaciones base simultáneamente, con WLAN utilizada en lugar de eNB secundario LTE (SeNB).
En el plano de usuario, LTE y WLAN se agregan en el nivel del Protocolo de convergencia de datos por paquetes (PDCP). En el enlace descendente, el eNB puede programar PDU PDCP del mismo portador para que se entreguen al UE a través de LTE o WLAN. Esto es posible porque la capa PDCP puede reordenar los paquetes recibidos desde enlaces LTE y WLAN, lo que a su vez resulta en ganancias sustanciales de rendimiento. Para realizar una programación eficiente y asignar paquetes a enlaces LTE y WLAN de la manera más eficiente, el eNB puede recibir información de radio sobre ambos enlaces, incluida la indicación de control de flujo. Para evitar cambios en la MAC de la WLAN, LWA utiliza un EtherType asignado para este propósito, de modo que el tráfico de LWA sea transparente para el AP de la WLAN.
En el plano de control, Evolved Node B (eNB) es responsable de la activación, desactivación de LWA y de la decisión sobre qué portadores se descargan a la WLAN. Lo hace utilizando información de medición de la WLAN reportada por el UE. Una vez que se activa LWA, el eNB configura el UE con una lista de identificadores de WLAN (denominado Conjunto de Movilidad WLAN) dentro de los cuales el UE puede moverse sin notificar a la red. Se trata de un equilibrio entre una movilidad totalmente controlada por la red y una movilidad totalmente controlada por la UE.
Aunque el uso de WLAN en LWA está controlado por la red celular, el UE tiene la opción de "optar por no participar" para usar la WLAN doméstica (en caso de que el UE no admita la operación WLAN simultánea). Generalmente, el diseño intenta equilibrar entre la tecnología LTE, que tradicionalmente está controlada por la red, y la tecnología WLAN, que normalmente permite mucha libertad al terminal (por ejemplo, en términos de selección de red y dirección del tráfico). Con el diseño LWA, la decisión de alto nivel (por ejemplo, activación de LWA) la realiza la red, pero existe un nivel suficiente de libertad y flexibilidad del UE (dentro de los límites establecidos por la red).
La primera versión de LWA definida en la versión 14 solo admitía la agregación de enlaces descendentes. Esto se ha mejorado aún más en la versión 15 con agregación de enlaces ascendentes y soporte para 60 Banda GHz (también conocida como WiGig).

## Rendimiento de LWA
Algunas contribuciones utilizan simulaciones de implementaciones de celdas pequeñas que admiten cobertura tanto celular como WLAN utilizando LWA. Muestra que al utilizar LWA con división de portador se mejora el rendimiento promedio y percibido por el usuario en el borde de la celda en todos los usuarios de celdas pequeñas en el sistema en comparación con los esquemas de interfuncionamiento de radio Rel-12/Rel-13. En estos esquemas, la WLAN se conecta a través de la red central del operador en lugar de estar anclada en el acceso de radio y el tráfico se puede cambiar de un acceso a otro en función de las condiciones de radio del acceso, incluida la carga del acceso. Sin embargo, no está claro cuánta mejora puede aportar LWA en comparación con otras soluciones de agregación LTE-WLAN basadas en RAN (por ejemplo, LWIP).

## Implementaciones
El 19 de agosto de 2016, M1 de Singapur anunció el primer lanzamiento comercial de HetNet (red heterogénea) de Singapur, incluida LWA. A través de la tecnología de vanguardia LTE-WiFi Aggregation (LWA), M1 espera ofrecer velocidades máximas de descarga de más de 1 Gbit/s para 2017.
Chunghwa Telecom (CHT) abrió una red comercial LTE/Wi-Fi Aggregation (LWA) en febrero de 2017, lo que lo convierte en el primer operador de telecomunicaciones del mundo en lanzar LWA, según CHT. Los estándares de tecnología LWA fueron aprobados por 3GPP en junio de 2016.

## Lectura adicional
- Intel, " Agregación LTE-WLAN (LWA): beneficios y consideraciones de implementación "
- 5G Americas, " Agregación LTE y espectro sin licencia "
- The Ruckus Room, " Comprometiéndose: LTE y Wi-Fi se enamoran Archivado el 7 de septiembre de 2016 en Wayback Machine. "
- Qualcomm, " Mejora de la integración LTE y Wi-Fi con la agregación PDCP Archivado el 4 de noviembre de 2016 en Wayback Machine. "